# Wayne Hennessey
Wayne Hennessey (Bangor, Gwynedd, Gal·les, 24 de gener de 1987) és un futbolista professional gal·lès. Juga de porter i el seu equip actual és el Nottingham Forest FC. A més, és internacional amb la selecció de futbol de Gal·les.

## Trajectòria
Hennessey, que va néixer a Bangor, Gwynedd i va créixer en Beaumaris, Anglesey, va estudiar ql Ysgol David Hughes i en 2001 es va canviar al Connah's Quay High School. Hennessey va començar a formar-se amb el Manchester City, però se'n va anar el 2003 i es va unir a l'acadèmia del Wolverhampton Wanderers FC. Després de progressar suficientment, hi va signar contracte el 2005, als 18 anys.
Després d'estar en l'equip juvenil i alternar en la reserva dels Wolves la temporada 2005–06, Hennessey va ser cedit al Bristol City al juliol de 2006 per així guanyar experiència en el primer equip. No obstant això, va tornar al Wolverhampton després de la lesió del titular Matt Murray. Va tornar a Bristol City a l'agost del mateix any 2006, aquesta vegada va ser cedit per un mes. Només va tenir dues participacions i va tornar al seu club d'origen per una lesió al braç.

### Stockport County
Per guanyar experiència, el gener de 2007 Hennessey va fitxar pel Stockport County de la League Two per un mes. En el seu debut com a professional davant el Boston United, va mantenir la seva porteria imbatuda; després de cinc partits sense rebre gols, va estendre el seu contracte per un mes més.
Va establir un rècord de nou partits seguits amb victòries i amb la porteria imbatuda en la Football League. Stockport va trencar el rècord després de 119 anys quan van derrotar el Swindon Town FC per 3–0 el 3 de març de 2007. Després d'aquest assoliment, va ser nomenat Jugador del mes de la League Two el febrer de 2007. El seu rècord va durar 857 minuts des del seu debut davant el Boston el 13 de gener de 2007 fins que Oliver Allen del Barnet li va marcar el 10 de març de 2007. Per tant, no va concedir gols en nou partits i mig.

### Wolverhampton
Hennessey va tornar als Wolves l'abril de 2007 després d'una altra lesió de Matt Murray però va estar en la banqueta de suplents durant diversos partits. Quan Murray es va lesionar de l'espatlla, Hennessey va entrar i va debutar amb els Wolves.
Amb Murray descartat per a la resta de la temporada 2007-08, Hennessey finalment es va establir com el titular i va participar en tota la lliga. Va allargar el seu contracte fins a estiu de 2012.
Es va situar en el lloc 22 del Top 50 de futbolistes de la Football League segons la revista FourFourTwo, va ser nomenat en l'equip de la Championship de l'any en 2008 i jugador del Wolverhampton de la temporada 2007-08.
La temporada 2008–09 va començar com a titular amb els Wolves aconseguint vuit victòries en els seus primers nou partits de lliga. Aquest gran inici va acabar quan van perdre davant el Reading per 3–0 amb un autogol del mateix Wayne. Poc després l'entrenador Mick McCarthy ho va asseure citant una "fatiga mental". Carl Ikeme de la reserva es va guanyar el lloc per un cert període. Wayne va tornar a la titularitat per la resta de la temporada, que va acabar amb l'ascens dels Wolves a la Premier League.
Hennessey va ser el porter titular de l'inici de la temporada 2009–10 i va aconseguir la seva aparició número 100 amb el club en un empat 2–2 davant el Stoke City a l'octubre de 2009. Després de rebre quatre gols en dos partits seguits, va ser reemplaçat per l'experimentat Marcus Hahnemann i va romandre en la banqueta per la resta de la temporada. Els Wolves es van salvar del descens.
Va renovar el seu contracte fins a l'estiu de 2015.

### Crystal Palace
A principis de l'any 2014 es va confirmar el seu traspàs al Crystal Palace per un total de 3 milions de lliures.

## Internacional
Ha estat internacional amb la Selecció de futbol de Gal·les amb la qual ha disputat 43 partits fins al 25 de juny de 2014. El seu debut es va produir el 26 de maig de 2007 en un amistós que va culminar en empat davant Nova Zelanda Des de llavors s'ha establert com el porter titular de la selecció nacional.
També va representar al seu país en les seleccions juvenils sub-17, sub-19 i sub-21. Va haver-hi una ocasió en la qual va marcar un gol mentre es trobava en la selecció sub-19 després d'un tir lliure de 35 metres davant Turquia.
És cosí del també internacional gal·lès en la dècada de 1960, Terry Hennessey.